# Stor-Backviktjärnen
Stor-Backviktjärnen är en sjö i Sundsvalls kommun i Medelpad och ingår i Indalsälvens huvudavrinningsområde.